# 桑野自動車学校
桑野自動車学校（くわのじどうしゃがっこう）は、かつて徳島県阿南市桑野町にあった徳島県公安委員会指定の自動車教習所。徳島県下で一番広い教習コースのある学校であった。2010年10月1日に富岡自動車学校と統合し、阿南自動車学校として発足した。跡地は太陽光発電所となった。

## 概要

### 取得免許
- 普通自動車免許
- 小型自動二輪車免許
- 普通自動二輪車免許
- 大型自動二輪車免許
- 大型自動車免許
- 中型自動車免許
- 牽引自動車免許

### 所在地
- 〒779-1402 徳島県阿南市桑野町花井1番地

## 姉妹校
- 徳島第一自動車教習所（徳島県徳島市）